# 中村錦平
中村 錦平（なかむら きんぺい、1935年6月13日 - ）日本の陶芸家、現代美術家、戦後を代表する革新的陶芸家。石川県金沢市出身。

## 人物像
東京焼窯元、多摩美術大学名誉教授、金沢美術工芸大学名誉客員教授、（財）クラフト・センター・ジャパン元常務理事、国際陶芸アカデミー会員（～2001)、日本国際文化研究センター共同研究員（2004 - 2008）。
1935年、金沢の窯元・中村梅山の三代目として生まれる。金沢美術工芸大学彫塑科中退。「割烹 中嶋」で北大路魯山人の器と料理を学んだ後、やきものを始める。1945年（小学4年・10歳）の敗戦で心身ともに揺さぶられ、理想主義と批判と革新の意識をもつ。しかし、世襲によって保守的な陶芸界が展開する生地・金沢の状況にぶつかる。その状況が反面教師として機能し、アプレゲール（戦後派）なやきものを生む。1966年の銀座ソニービルや1967年のモントリオール万博日本館の「陶の壁」制作、個展「せめぎあう戒め度し難し」を評価され、1969、70年にJ.D.ロックフェラーⅢ財団（現：アジアン・カルチュラル・カウンシル）の日米文化交流フェローとなる。
帰国後、「時代こそが素材、土は宅配便で」と東京・青山に電気窯を設置、「東京焼」と呼称。多摩美術大学絵画科油画専任講師に就任し「伝統を拠り所とする日本陶芸vs.現代文明とのやりとりで成る米国の陶芸」の比較研究を基に、1973年「現代陶芸」を開講。1989年《やきもの新基地東京・現代日本の陶芸家たち》（学研）が「80年代には多摩美術大学を卒業した人達が登場、現代陶芸の新段階に入る」と紹介。1993年、個展「東京焼・メタセラミックスで現在をさぐる」（石川県立美術館）で第44回芸術選奨文部大臣賞。1998年、多摩美術大学に新設された工芸学科の初代学科長に就任。2006年、文化庁長官表彰。
「陶や土を核とするものの『文明／社会／時代とのやりとりに表現を与える』といったアートをめざす。この半世紀、文明が手工業 → 工業化／高度工業化 → 情報化へと著しく展開するのを見た。初期文明における手工業や陶芸も美しい。だが文明の展開とやりとりできない存在は中身を欠き形骸となる。自らの表現を元気にするのは、時代と切り結ぶことだ、と考えるに至った。」
大学教育においても学生達に同時代的手本を示したく実績を積む。「彼は、現代の社会に対して積極的に語りかける。戦後民主主義と文化国家建設の理念の、強烈な時代の申し子的世代の彼としては当然のことだが、戦後30数年を経過した現在では、まことにめずらしい貴重な存在といえる。」「彼の解答である造形は、文学性に富み、詩情に溢れている。従って、一見難解さに満ちているようだが、彼の作家としての義務感、責任感の良心的発露は時として戦闘的、ポレミークにみえるが、それこそが彼の造形の真の魅力でもある。」

## 個展
- 1969　「せめぎあう戒め 度し難し」壱番館画廊 (東京)
- 1976　「土⇋⇋水」インスタレーション　アートコア (京都)
- 1981　「デコレーション・物質感希薄な空間のために」グリーン・ギャラリー (東京)
- 1984　「陶祠」インスタレーション　ギャラリー白 (大阪)
- 1988　「日本趣味解題」フジヰ画廊モダーン (東京)
- 1993　「東京焼・メタセラミックスで現在をさぐる」インスタレーション　石川県立美術館
- 1994　「東京焼・メタセラミックスで現在をさぐる」 スパイラルガーデン(東京)・芦屋市立美術博物館 (兵庫)
- 2000　「東京焼・Anti-Virtual-Reality《触》と《飾》」インスタレーション　ギャラリーなつか (東京)
- 2003　「東京焼VS.MESH WORK 中村一家 錦洋組展 -触×飾×透-」インスタレーション　ギャラリーなつか (東京)
- 2014　「OPAM VS.東京焼」インスタレーション　竣工記念　大分県立美術館

## 展覧会参加
- 1970　「現代の陶芸 ヨーロッパと日本」京都国立近代美術館／東京国立近代美術館
- 1972　「現代の陶芸 アメリカと日本」京都国立近代美術館／東京国立近代美術館
- 1973　「現代工芸の鳥瞰展」京都国立近代美術館／東京国立近代美術館
- 1973　「THINKING TOUCHING DRINKING CUP 国際展」金沢・東京・大阪・札幌
- 1976　「現代日本陶芸展」文化庁 (豪)
- 1976　「日本陶磁名品展」日経・文化庁 (東独)
- 1978　「JAPAN TODEY」(米)
- 1980　「CLAY WORK」西武ホール
- 1982　「現代陶芸-伝統と前衛-」サントリー美術館
- 1982　「現代日本陶芸展」国際交流基金/イタリア巡回 (伊)
- 1983　「現代日本陶芸展」国際交流基金/カナダ巡回 (加)
- 1983　「現代日本陶芸展」スミソニアン美術館/アメリカ (米)
- 1984　「現代日本陶芸展」ヴィクトリア・アルバート博物館 (英)
- 1984　「日本デザイン展」ソ連邦文化省/モスクワ (ソ連)
- 1985　「現代日本陶芸展」シャトルー (仏)
- 1985　「PACIFIC CONNECTION」アメリカ巡回 (米)
- 1986　「土・イメージと形体」西武美術館
- 1987　「1960年代の工芸」東京国立近代美術館
- 1988　「手で見る美術展」西武美術館
- 1988　「サントリー美術館大賞展」サントリー美術館
- 1989　「ユーロパリア日本陶芸展」 (ベルギー)
- 1992　「日本の陶芸《今》100選」パリ／東京 NHK
- 1993　「現代の陶芸1950~1990」愛知県美術館
- 1994　「かたちのクロスロード」広島アジア競技大会
- 1995　「JAPANESE STUDIO CRAFT」VICTORIA and ALBERT MUSEUM (英)
- 1997　「ソウル国際陶芸ビエンナーレ97」ソウル市立美術館 (韓)
- 1999　「日本現代陶芸展」 MUSEUM VAN BOMMEL VAN　DAM VENL (オランダ)
- 2001　「WORLD CERAMIC EXPOSITION KOREA」 (韓)
- 2003　「JAPAN KERAMIK and FOTOGRAFIE」DEICHTORHALLEN HAMBURG (独)
- 2004　「A SECRET HISTORY OF CLAY,GAUGUIN TO GORMLEY.」TATE GALLERY/リバプール (英)
- 2004　「アルス・ノーヴァー現代美術と工芸のはざまに」東京都現代美術館
- 2005　「TRANSFORMATION:THE LANGUAGE OF CRAFT」NATIONAL GALLERY OF AUSTRALIA (豪)
- 2019　開館15周年記念「現在地 未来の地図を描くために」金沢21世紀美術館
- 2024　「日本現代美術私観／高橋龍太郎コレクション」東京都現代美術館
- 2025　「現代陶芸のすすめ」菊地寛実記念智美術館
- 2025　「ピクチャレスク陶芸」パナソニック汐留美術館

## 建築に関わる仕事
- 1966　ソニービル銀座 8Fホール「陶の壁Ⅰ」
- 1967　モントリオール万博 日本館「陶の壁Ⅱ」 (カナダ)
- 1968　北陸放送会館 ロビーおよびレストラン 「ひるや　ひるるる」(金沢)
- 1972　金沢ニューグランドホテル ロビー「白の壁」
- 1974　ホテルニューオータニ タワー 6F「青の壁」
- 1978　東京相互銀行本店 ロビー 指名コンペ「白の壁」
- 1979　フコク生命本社 プラザ 滝「風袴Ⅱ」
- 1982　光陵女子短期大学　学生ホール 「光、風装ウヲミタ」(名古屋)
- 1984　金沢信用金庫本店「WELCOME ARCH」
- 1984　東芝本社ビル エントランス　滝「水のピラミッド」
- 1987　多摩文化複合施設ホール(パルテノン多摩)「青の壁」
- 1991　北國新聞会館　ロビー「皮相体皺面文装置 おいであそばせ」 (金沢)
- 1991　INAX本社ビル　滝「傾斜する渚」　(常滑)
- 1994　金沢アートホール「ひらり　ひるるりや」
- 1995　三鷹市芸術文化センター　インタースペース「漂ウ共同幻視体　三鷹ニ」
- 1996　千葉県南総文化ホール　外壁 「白く、強く、太陽、を」(館山)
- 1997　大阪府桃の木台公園 噴水モニュメント　指名コンペ「白く、強く、太陽、と」
- 1998　ボストンガーデン美川 噴水モニュメント 「おかえり、太陽、おかえり、水、ら」(石川)
- 2005　多摩美術大学「一年生の前期課題/出題者による展開例」（東京）

## 作品画像
- 東京焼　中村錦平／画像50枚　Tokyoware　KIMPEI NAKAMURA/50 photos

## 作家／作品紹介と書評／展評
- 1967　「陶物とモダンアート」神代雄一郎 『三彩』
- 1968　『DECORATIVE ART YEAR BOOK』(英)
- 1969　「THRILLING EVENT」展評　J.BYRD 『ART INTERNATIONAL』 11月号 (米)
- 1969　『芸術新潮』 9月号　個展「せめぎあう戒め　度し難し」
- 1969　「万能性と未知数にとりかこまれ、壱番館の展示場は息せききっていた」展評　佐藤潤四郎 『窯業協会誌』 9月号
- 1970　『CRAFT HORIZON』 5月号 (米)　個展「せめぎあう戒め　度し難し」
- 1971　『DECORATIVE ART YEAR BOOK』 (英)
- 1973　「中村錦平の造形」『SD』 2月号
- 1973　特集「中村錦平の世界」聞き手 乾由明 『みずゑ』
- 1974　『NEW CERAMICS』STUDIO VISTA社 (英)
- 1977　『現代の陶芸』 第16巻（この作家ほど陶芸を現実の社会と個人のイマジネーションとのかかわりのなかで、幅広く、柔軟に考えている芸術家は、そんなに多くはないだろう。つねに文明の文脈においてとらえようとしている）乾由明 講談社
- 1979　「陶土 - 中村錦平　このデカダンの情念」海上雅臣 『銀花』 秋号
- 1979　『現代日本の美術』 第16巻 小学館
- 1981　全集 『日本の庭園 第7巻 講談社
- 1981　『CERIGRAFIA CERAMICA』 (伊)
- 1982　「美の世界」日本テレビ 30分
- 1982　特集「現代陶芸 ベスト10」（評論家10名に現代陶芸を担う10名の作家を求めた - 但し欠かせない戦後活躍の物故者も諾。鈴木治、加茂田章二、八木一夫、三輪龍作、中村錦平、石黒宗磨、岡部嶺男、能倉順吉、鯉江良二、富本憲吉、藤本能道、山田光）『芸術新潮』 5月号
- 1983　特集「やきものの美を拡げる　中村錦平の陶芸」『炎芸術』3

Ⅰ「中村錦平の創作　現代陶芸への新たな示唆」乾由明、
Ⅱ「今日の環境に挑む　中村錦平」小川正隆
Ⅲ「状況の変革、それを制作の姿勢に」中村錦平　
- 1984　『現代日本の陶芸』 第14巻 福永繁樹 講談社
- 1984　「招待されて棄てられて」『芸術新潮』 6月号（第二回全日本伝統工芸選抜作家展（毎日新聞社主催）に選抜されながら伝統的でないと展示を拒否された。拒否された中村氏と審査委員長の松田権六氏との応酬と編集者の論評。）以後同展は中止となった。
- 1988　「伝統への愛憎の”はざま”に立つ　個展日本趣味解題」展評　虻川宏倫 『朝日新聞』 10月13日
- 1989　「茶碗考」（硬化し概念と化したうつわ達。腰抜け茶碗、腑抜け茶碗。現状に満足のしたり顔）と評した後、（しかし中村錦平氏のは毒でも塗りたくったような、危険を犯して飲まねばならなぬような、使いこなすにはすさまじい気迫が必要  -略-）橋本真之 『かたち』 No.11
- 1990　新人国記 安江良介・中村錦平 『朝日新聞』 9月11日
- 1991　「東京焼の回路」（東京焼は、従来の西洋近代の美術・工芸観では割り切れない日本のものづくり論として、増殖をつづけている。）金子賢治 『なごみ』 1,2月号
- 1991　『昭和の美術』 第16巻 金子賢治・畠山耕造（中村は金沢人としての自らの伝統性とアメリカ陶芸によって見開かれた現代への関心を、自らの生活観を凝視しつつ連結しようとしてきた。日本趣味解題はその大きな成果であり、日本人にまつわる装飾性、趣味性、そしてやきものの意味とそれを構成する自己の素材の関係が、くまなく語られている。だからそれは自己の作品でもあり他者の「解題」であるという複雑な様相を呈している。）金子賢治 毎日新聞社
- 1991　『昭和の文化遺産 工芸(特)』畠山耕造 ぎょうせい
- 1991　工房探房「東京焼を創る」NHKテレビ 30分
- 1992　新・美をつくる「現代を焼く 東京焼」テレビ東京 30分
- 1993　『INTERNATIONAL CRAFTS』「K. NAKAMURA IS ONE OF JAPAN'S MOST INFLUENTIAL CERAMIC ARTIST」 M. MARGETTS/THAMES and HUDSON (英)
- 1994　「挑発する混沌の『廃墟』 個展東京焼・メタセラミックスで現在をさぐる」展評（作者はごった煮で、生命感あふれながら解体し廃墟化する東京＝日本の予兆を定着。東京・青山の地下室の電気窯で焼く。だから東京焼だが、東京を焼いているともいえる。その東京焼展を昨十一月に出身地金沢で開いた。伝統偏重の地方には、現代の混沌状況をぶつけ、東京には廃墟化警報を鳴らす。二重、三重の挑発者だ。）（三）『朝日新聞』 1月11日
- 1994　「メタセラミックスの解題」（僕だけではないが、あのエネルギーと表出力の強さを今展でまざまざと思い知らされた。）建畠晢 x 中村錦平 『炎芸術』 38
- 1994　「パワフルな前衛精神 東京焼・中村錦平展」展評　宝玉正彦 『日本経済新聞』 1月14日
- 1994　「東京焼 中村錦平展 芦屋市立美術博物館」（異風、異装で京のちまたをかっぽしたかぶき者の精神で陶芸に新しい生命を吹き込もうとする試み。）田原由紀雄 『毎日新聞』 2月17日
- 1994　「エネルギッシュな地方発信ですね 94年度芸術選奨文部大臣賞」ひと欄 田島和生 『朝日新聞』 3月15日
- 1994　「前衛的な陶芸で伝統に一石・殻破れぬ故郷に愛憎相半ば 芸術選奨文部大臣賞」交差点欄（ほ）『日本経済新聞』 3月27日
- 1995　『日本の陶磁 現代編』 第7巻（この作家が問い続けているのは、「現代において陶芸とは何か」というただ一つの問題だ。）乾由明 中央公論社
- 1997　『JAPANESE STUDIO CRAFTS』「THE FINAL WORK TO BE DISCUSSED IN THIS CHAPTER A SCULPTURE BY NAKAMURA KINPEI」R. FAULKNER -TRADITION and THE AVANT GARDE/LAURENCE KING (英)
- 1997　土曜美の朝「東京焼で現代を焼く」NHKテレビ 30分
- 2000　「東京焼　Anti-Virtual-Reality　蝕と飾」展評（水と粘土の、エロティックな息づかい。／気宇壮大な意気込みが、地声で伝え合ってくる。／中村の手になると、あらゆる生き物や事物が、焼き物のなかでせめぎあい、ひしめき合う。）新見隆『美術手帖』 10月号
- 2003　「対論 現代と伝統工芸」徳田正彦 x 中村錦平 『朝日新聞』 10月7・9日
- 2005　「不穏な贈りもの」書評 「東京焼 自作自論」（メッセージは多岐にわたるが、それらはすべて鋭い批判精神から発せられている。ことごとく陶による制作の実践に裏付けられている。）（生きられたメッセージを思想と呼ぶならば、彼を陶の思想家と呼んでも過言ではない。）北澤憲昭 『美術手帖』 11月
- 2006　「中村錦平・攻めるやきもの」アート探求 宝玉正彦 『日本経済新聞』 7月8日
- 2010　「現代の陶工 東京発 中村錦平さんに聞く ネット文明の工芸追求」宝玉正彦 『日本経済新聞』 11月13日
- 2018　「中村錦平」（「東京焼・メタセラミックスで現在をさぐる」と銘打った”事件”ともいうべきインスタレーションに至るまで、中村錦平の”現代陶芸”50年の軌跡をたどる。）松山龍雄『炎芸術』133
- 2022　書評　井上隆生　『陶芸の存続を考える　君は超絶技巧派か』中村錦平著は（石川県立九谷焼技術研究所で行われた「特別講義」をまとめたもの。他に類書のない革新的にして内容が豊かで実に刺激的であった。読んだ人はきっとこの場に居たかったと思うだろう。」『陶説』 8月号
- 2025　「時代と向き合う生涯に脚光」『北國新聞』 5月16日

（　）内は本文からの引用。1984「招待されてー」の項のみ本文の要約。

## 意見発表
- 1967　「九谷に反逆する」『芸術新潮』 3月号
- 1969　「やきもの その閉鎖性」『デザイン』4月号
- 1970　「何かがいいたくて」『芸術新潮』 5月号
- 1970　「VITALITY ＆ TRADITION」『CRAFT HORIZON』 5月号 (米)
- 1972　「変身と不惑」東京国立近代美術館 『現代の眼』　1月号
- 1974　『NEW CERAMICS』 STUDIO VISTA社 共著 (英)
- 1982　『やきもの 火と土の造形』美術出版社 共著
- 1988　「いま、魯山人をどう切るか」京都国立近代美術館 『視る』　4月号
- 1988　「伝統拘泥事情」INAX 『燎』　10月号
- 1989　「桃山に敗北? - サントリー美術館大賞展批評」など7編 『朝日新聞』仕事の周辺　1月17～26日
- 1994　「東京焼はメタセラミックスで現在をさぐる」『国立国際美術館月報』　6月号
- 1995　「現代陶芸のあけぼの十選」（ルーチョ・フォンタナ、イサム・ノグチ、ロバート・アーネソン、ニーノ・カルーソ、ピーター・ヴォーカス、バイオラ・フライ、ケネス・プライス、河井寛次郎、八木一夫、熊倉順吉）『日本経済新聞』　5月8～22日
- 1997　「現代はクラフトを潰す」『現代デザイン辞典』 平凡社
- 1998　「桃山、前衛ヲ喫ス」『なごみ』 4月号
- 1999　「東京焼」国際陶芸ミレニアム大会 7月 (オランダ)
- 2000　「東京焼」日仏円卓会議(仏国立高等研究院) 10月
- 2001　「戦後日本の彫刻と陶造形」国際陶芸シンポジウム (韓)
- 2002　「東京焼」佛山陶瓷博覧会 (中国)
- 2003　「観念と素材」OSLO INTERNATIONAL SYMPOSIUM (ノルウェー)
- 2004　「モダニズムは《模様》を絶やす」『多摩美術大学文様研究室・論文集』
- 2004　「金沢21世紀美術館への期待、発信型文化へ転換と模索を」『北国新聞』 12月22・29日
- 2007　「何故に、東京焼」国際日本文化研究センター 共同研究員研究発表[7]
- 2007　「攻めと守りの両論があってこそ、金沢の文化は活力を生む」『ららら金沢』テレビ金沢　夏号
- 2011　「20世紀後半 現代陶芸の50年 ‐ ナラティブ/自分史/回顧/展望」『多摩美術大学研究紀要』
- 2012　「工芸は物から事へ」（工芸未来派展・金沢21世紀美術館　批評）『北国新聞』　8月16・21日
- 2012　「私の仕事／物的世界像から事的世界観」台湾国際陶芸ビエンナーレ (台湾)
- 2012　「極東の島／陶芸文化の展開」モンゴル文化芸術大学（モンゴル）
- 2014　「OPAM誕生祭に寄せて／時代や社会、文明とやりとり」『大分合同新聞』　11月24日
- 2016　「工芸の未来は？ー超絶技巧絶頂を問う」石川県九谷焼技術所・特別講義　7月29日
- 2016　「今や生き証人とか。ゴシップ込みで論じます。」国立近代美術館工芸館「革新の工芸」展　TALK　9月30日
- 2021　私版『陶芸の存続を考える　君は超絶技巧派か』るるるる阿房言論室　発行7月29日　印刷・製本・北國新聞社　石川県九谷焼技術研究所が研修生の副読本とした。

## 展覧会企画
- 1973　THINKING TOUCHING DRINKING CUP 国際展（11ヶ国130名）日本海博など巡回　主催　北國新聞社　北海道立近代美術館収蔵
- 1982　ART AND/OR CRAFT:U.S.A. & JAPAN　飾るの現在（日米50名）主催　北陸放送
- 2008　ねんどやきもの劇場4人のホープと船橋のこどもだち　主催　ふなばし子ども美術館
- 2011　中村錦平プロデュース ねんど/やきもの劇場 5人のホープといしかわの子どもたち（6回、387名）主催　エフエム石川
- 2024　ねんどやきもの劇場　主催　ふなばし子ども美術館　中村錦平監修

## ARTIST IN RESIDENCEと国際展審査員
- 1975　THE FIRST BRITISH CERAMIC SYMPOSIUM (英)
- 1985　ATELIER EXPERIMENTAL DE RECHERCH ET DE CREATION AT MANUFACTURE NATIONAL DE SEVRES (仏)
- 1991　EUROPEAN CERAMIC WORK CENTER (オランダ)
- 1996   POSIO POT ARTIST IN RESIDENCE（フィンランド）
- 2001　THE FIRST WORLD CERAMIC EXPOSITION KOREA (韓)
- 2012　2012 TAIWAN CERAMICS BIENNALE (台湾)

## 著作
- 1991　『中村錦平　88-91』京都書院
- 2005　『東京焼 自作自論 ‐ 日本VS.西欧モダンの拮抗が生んだやきもの』美術出版社
- 2021　『陶芸の存続を考える　君は超絶技巧派か』るるるる阿房　言論室

## 住空間 x 工芸／ART　実験と実践プロジェクト
- 1974　Yin Yang room（東京 原宿）[8]
居室設計 中地正隆　工芸／ART 中村錦平
- 1980　るるるる阿房（東京 青山）[2]
建築設計 齋藤 裕　工芸／ART 中村錦平　家具 ジョージ・ナカジマ
- 1996　梅山居（金沢）
建築設計 内藤 廣　工芸／ART 中村梅山・錦平
- 2007　雲海28寓（横浜 みなとみらい）
居室設計 中村錦平　工芸／ART 中村錦平　壁／ART 加藤 亮

## コレクション
ロックフェラー財団(米)／パリ装飾美術館(仏)／国際陶芸博物館(伊)／国立ウェールズ博物館(英)／スクリップス大学(米)／アリアナ美術館(スイス)／富山県立近代美術館／北海道立美術館／石川県立美術館／呉市立美術館／ブルックリンミュージアム(米)／東京国立近代美術館／ホノルルアカデミーオブアーツ／エバーソンミュージアム(米)／愛知陶磁資料館／信楽陶芸の森／ソウル市立美術館(韓)／サントリー美術館／国際交流基金／ポルヴオ美術館(フィンランド)／デザインミュージアム(フィンランド)／国立セーブル製陶所（仏）／EKWC(オランダ)／和歌山県立美術館／金沢21世紀美術館／高松市美術館／佛山陶芸美術館(中国)／大分県立美術館／高橋龍太郎コレクション